# Миусовское сельское поселение
Миусовское се́льское поселе́ние — бывшее муниципальное образование в Даниловском районе Волгоградской области.
Административный центр — село Миусово.

## История
Миусовское сельское поселение образовано 22 декабря 2004 года в соответствии с Законом Волгоградской области № 1058-ОД.
Упразднено, в соответствии с Законом Волгоградской области от 4 апреля 2019 года включено в Даниловское городское поселение.

## Население
| 2010 | 2012 | 2013 | 2014 | 2015 | 2016 | 2017 |
| ---- | ---- | ---- | ---- | ---- | ---- | ---- |
| 333  | ↘316 | ↘310 | ↘305 | ↘295 | ↗298 | ↘287 |
| 2018 | 2019 |      |      |      |      |      |
| ↗289 | ↘273 |      |      |      |      |      |

## Состав сельского поселения
| № | Населённый пункт | Тип населённого пункта       | Население |
| - | ---------------- | ---------------------------- | --------- |
| 1 | Гончары          | хутор                        | 146       |
| 2 | Миусово          | село, административный центр | 187       |